# Antugnac
Antugnac település Franciaországban, Aude megyében. Lakosainak száma 292 fő (2022. január 1.). Antugnac Alet-les-Bains, Espéraza, Montazels, La Serpent, Val-du-Faby és Roquetaillade-et-Conilhac községekkel határos.

## Népesség
A település népességének változása:
| Lakosok száma | 238  | 219  | 256  | 319  | 322  | 288  | 268  | 258  | 270  | 292  |
|               | 1968 | 1982 | 1990 | 2006 | 2013 | 2015 | 2017 | 2019 | 2020 | 2022 |